# خوان مالدونادو جایمز
خوان مالدونادو جایمز (به پرتغالی: Juan Maldonado Jaimez Junior) مدافع اهل برزیل است که در شهر سائوپائولو و در تاریخ ۶ فوریهٔ ۱۹۸۲ به دنیا آمده‌است.
خوان مالدونادو جایمز در تیم‌های فوتبال سائوپائولو سابقهٔ حضور دارد.